# روبرت إليزه
روبرت إليزه هو لغوي ومترجم كندي، ولد في 29 يونيو 1950 في فانكوفر في كندا، وتوفي في 2 أكتوبر 2017 في برلين في ألمانيا بسبب تصلب جانبي ضموري.